# Paulilatino
Paulilatino é uma comuna italiana da região da Sardenha, província de Oristano, com cerca de 2.516 habitantes. Estende-se por uma área de 103 km², tendo uma densidade populacional de 24 hab/km². Faz fronteira com Abbasanta, Bauladu, Bonarcado, Fordongianus, Ghilarza, Santu Lussurgiu, Solarussa, Villanova Truschedu, Zerfaliu.